# Historia strojów A.C. Milan

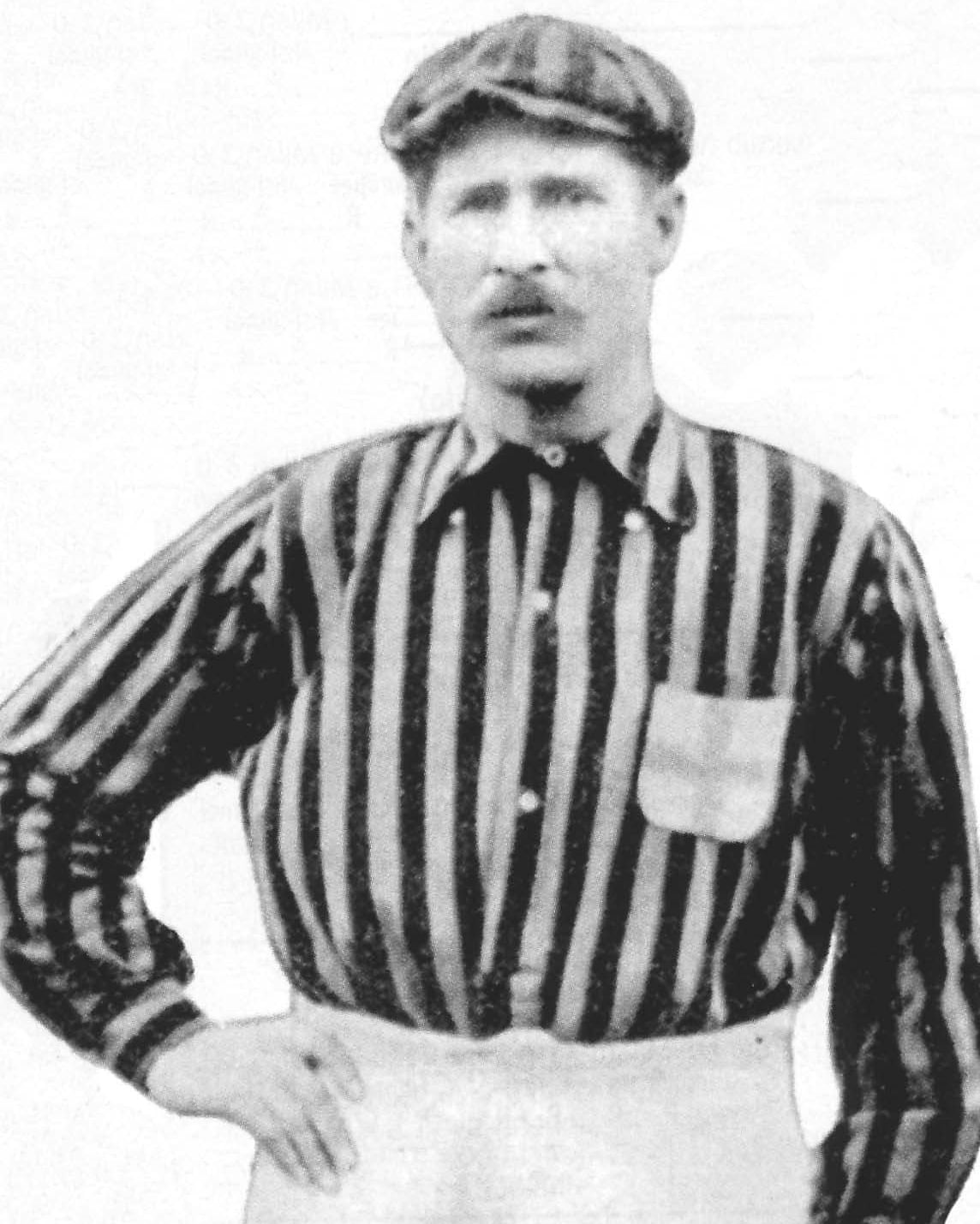
Herbert Kilpin w stroju z początku XX wieku

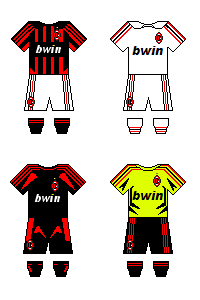
Komplet strojów Milanu w sezonie 2008/09, na górze: stroje domowe i stroje wyjazdowe, na dole: trzeci komplet strojów i stroje bramkarskie

Historia strojów włoskiego zespołu piłkarskiego A.C. Milan

## Historia
Koszulki Milanu od samego początku były w czerwono-czarnych barwach. Pierwsze bawełniane koszule, zaprojektowane przez Herberta Kilpina, posiadały bardzo wąskie pasy w klubowych kolorach i były zapinane na guziki. Strój dopełniały długie białe spodnie i czarne skarpety z czerwonym paskiem oraz beret. Po lewej stronie piersi naszyty był herb Mediolanu.
Po pewnym czasie spodenki uległy skróceniu, a zamiast zapinanych bawełnianych koszul wprowadzone zostały koszule wełniane, nakładane przez głowę. Natomiast jeszcze przed I wojną światową po raz pierwszy na koszulkach pojawiły się szerokie pasy. Wprowadzone również zostały stroje rezerwowe – białe koszule z czerwono-czarnym kołnierzem, białe spodenki oraz czarne skarpety z czerwonym paskiem.
W drugiej dekadzie XX wieku na koszulkach nie widniał herb miasta. Przywrócony został w kolejnym dziesięcioleciu, by w kolejnym ponownie zniknąć. Koszulki rezerwowe natomiast zyskały poziome czerwono-czarne pasy na wysokości piersi.
Po zakończeniu II wojny światowej koszulki Milanu posiadały bardzo szerokie pasy – 3 czarne i 2 czerwone. W późniejszych latach szerokość i liczba pasów zmieniała się. W latach 50. natomiast (po raz pierwszy w 1951) na koszulkach Milanu pojawiło się scudetto – tarcza w kolorach włoskiej flagi dla aktualnego mistrza Włoch.
Od sezonu 1961/62 na koszulkach znów było dużo bardzo wąskich pasów. Koszulki rezerwowe były całe białe, z czerwono-czarnymi wstawkami na kołnierzu i końcach rękawów. W roku 1979, po zdobyciu przez Milan 10. tytułu mistrzowskiego, na koszulkach na stałe zagościła symboliczna gwiazdka. Od tego momentu zaczęły też pojawiać się stroje z tworzyw sztucznych.
W latach 80. po raz pierwszy na koszulkach Milanu pojawiła się nazwa sponsora (Pooh – producent dżinsów). Na dwa sezony wróciły też szersze pasy. W roku 1981 Milan, jako pierwszy klub we Włoszech, umieścił na koszulkach nazwiska swoich graczy. Natomiast w kolejnym dziesięcioleciu został wprowadzony trzeci komplet strojów, które w zależności od sezonu miały różne, często nietypowe jak na Milan barwy (np. żółte lub niebieskie).
W roku stulecia klubu (1999) Milan występował w Lidze Mistrzów w replikach swoich pierwszych strojów. Rok później mediolański klub w meczach europejskich pucharów zyskał na koszulkach specjalne plakietki, wprowadzone przez UEFA dla klubów, które zdobyły Puchar Europy 5 razy (lub 3 razy z rzędu).
Bramkarze Milanu przez większość historii klubu grali w czarnych bluzach. W latach 70. pojawiły się stroje w kolorze żółtym, a pod koniec lat 80. – zielonym. Od tego czasu kolorystyka bluz bramkarskich często ulegała zmianie, w ostatnich latach dominuje ciemna żółć lub zieleń.